# 鎌田徹郎
鎌田 徹郎（かまた てつろう、1968年9月15日- ）は、日本の警察官僚。警視庁副総監兼特殊詐欺対策本部長事務取扱兼サイバーセキュリティ対策本部長事務取扱。

## 来歴
埼玉県出身。東京大学法学部を卒業後、1992年 (平成4年)、警察庁に入庁。
刑事畑が長く、入庁後、新潟県警察本部刑事部捜査第二課長、警察庁長官官房企画官兼警察庁刑事局刑事企画課理事官、警視庁刑事部捜査第二課長、神奈川県警察本部刑事部長、警察庁刑事局捜査第一課長などを歴任。
2017年8月4日、滋賀県警察本部長に就任。約2年4か月の在任中、河瀬駅前交番警察官射殺事件が発生し、県警本部長として謝罪するとともに、職場環境の改善のため、若手警察官の相談窓口の充実を図るなど、再発防止に取り組んだ。
その後、警察庁刑事局組織犯罪対策部組織犯罪対策企画課長、警視庁組織犯罪対策部長、警察庁長官官房審議官(刑事局・犯罪収益対策担当)兼生活安全局付を歴任。
2022年10月21日、愛知県警察本部長に就任。約2年3か月の在任中、匿名・流動型犯罪グループによる事案への対応や、体感治安を悪化させるひったくりの摘発などに取り組んだ。
2025年1月27日、警視庁副総監兼特殊詐欺対策本部長事務取扱兼サイバーセキュリティ対策本部長事務取扱に就任。
同年3月18日、NHKの首都圏ニュースに出演し、特殊詐欺の被害状況や対策について語った。
同年6月20日、大川原化工機事件をめぐり、東京地方検察庁の森博英公安部長とともに大川原化工機の本社を訪れ、直接謝罪した。報道陣に公開される中、「捜査によりご心労ご負担をおかけしましたことをおわび申し上げます。このようなことを二度と起こさないように取り組みます。」と述べた。その際、事件で逮捕された元常務取締役の名前を「ヤマモトさま」と言い間違える場面があった。このことについて報道陣から問われると、「大変申し訳なかったと思っております。誠に申し訳ありませんでした。また機会を改めて私の方から、謝罪を申し上げたいと思います」と答えた。

## 略歴
- 1992年4月-  警察庁入庁[1][11]
- 1995年8月-  福岡県警察本部警備部外事課長[23]
- 1997年3月-  新潟県警察本部刑事部捜査第二課長[24]
- 1998年
  - 8月6日-  警視庁刑事部捜査第二課課長代理(第三知能犯担当)[25][26]
  - 8月25日-警視庁刑事部捜査第二課課長代理(第四知能犯担当)[26]
- 2008年8月-  警察庁刑事局捜査第一課理事官[1]
- 2009年8月-  警察庁長官官房企画官兼警察庁刑事局刑事企画課理事官[1]
- 2011年8月-  警視庁刑事部捜査第二課長[27]
- 2013年8月-  神奈川県警察本部刑事部長[28]
- 2015年10月-警察庁刑事局捜査支援分析管理官[29][30]
- 2016年5月-  警察庁刑事局捜査第一課長[31][32]
- 2017年8月-  滋賀県警察本部長[12][11][13][14]
- 2019年12月-警察庁刑事局組織犯罪対策部組織犯罪対策企画課長[33][34](2020年8月6日付で任警視監[35] )

- 2020年8月-  警視庁組織犯罪対策部長[36][37]
- 2021年
  - 8月20日-  警察庁長官官房付[38]
  - 8月30日-警察庁長官官房審議官(刑事局・犯罪収益対策担当)兼生活安全局付[39][40]
- 2022年10月-愛知県警察本部長[16][17]
- 2025年1月-  警視庁副総監兼特殊詐欺対策本部長事務取扱兼サイバーセキュリティ対策本部長事務取扱[3][4][5]